# Paso Pino Hachado

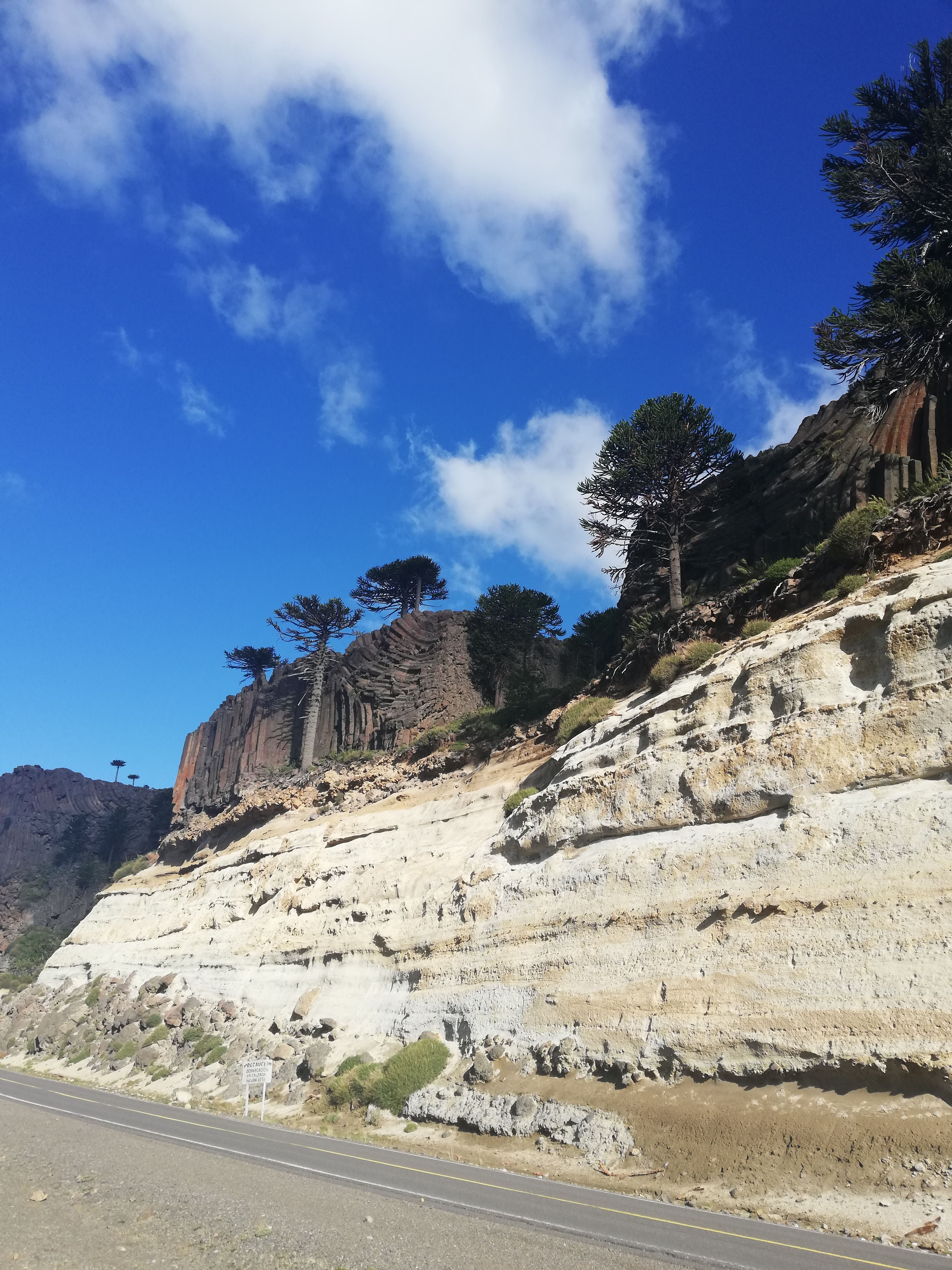
Ruta Nacional 242 zum Paso de Pino Hachado in Argentinien

Der Paso Pino Hachado ist ein bedeutender Pass, der die Región de la Araucanía in Chile mit der Provinz Neuquén in Argentinien verbindet. Die Passhöhe liegt bei 1884 m an der Grenze zwischen Argentinien und Chile. Die chilenische Talgemeinde Lonquimay ist etwa 48 km vom Pass entfernt. In Argentinien ist die Gemeinde Las Lajas die nächstgelegene zum Pass (62 km). In der Nähe der Passstraße befindet sich das Reserva Nacional Alto Biobío. In der chilenischen Abdachung des Passes entspringt einer der Quellflüsse des Río Bío Bío.